# 1. divisjon 1953/54
Die Saison 1953/54 war die 15. Spielzeit der 1. divisjon, der höchsten norwegischen Eishockeyspielklasse. Meister wurde zum insgesamt vierten Mal in der Vereinsgeschichte Furuset Ishockey.

## Modus
In der Hauptrunde absolvierte jede der acht Mannschaften insgesamt 14 Spiele. Der Erstplatzierte der Hauptrunde wurde Meister. Für einen Sieg erhielt jede Mannschaft zwei Punkte, bei einem Unentschieden gab es einen Punkt und bei einer Niederlage null Punkte.

## Hauptrunde
Tabelle
|    | Klub                       | Sp | S  | U | N  | Tore   | Punkte |
| -- | -------------------------- | -- | -- | - | -- | ------ | ------ |
| 1. | Furuset Ishockey           | 14 | 10 | 1 | 3  | 99:44  | 21     |
| 2. | Gamlebyen                  | 14 | 9  | 3 | 2  | 73:31  | 21     |
| 3. | Allianseidrettslaget Skeid | 14 | 9  | 2 | 3  | 65:35  | 20     |
| 4. | Tigrene                    | 14 | 6  | 3 | 5  | 57:53  | 15     |
| 5. | Hasle                      | 14 | 4  | 3 | 7  | 64:74  | 11     |
| 6. | IL Mode                    | 14 | 5  | 1 | 8  | 45:59  | 11     |
| 7. | Stabæk IF                  | 14 | 4  | 2 | 8  | 45:63  | 10     |
| 8. | Løren                      | 14 | 1  | 0 | 13 | 28:104 | 2      |

Sp = Spiele, S = Siege, U = unentschieden, N = Niederlagen, OTS = Overtime-Siege, OTN = Overtime-Niederlage, SOS = Penalty-Siege, SON = Penalty-Niederlage

### Entscheidungsspiel um den Meistertitel
- Furuset Ishockey – Gamlebyen 4:3